# Coccothrinax miraguama
Coccothrinax miraguama är en enhjärtbladig växtart som först beskrevs av Carl Sigismund Kunth, och fick sitt nu gällande namn av Odoardo Beccari. Coccothrinax miraguama ingår i släktet Coccothrinax och familjen Arecaceae.
Artens utbredningsområde är Kuba.

## Underarter
Arten delas in i följande underarter:
- C. m. arenicola
- C. m. havanensis
- C. m. miraguama
- C. m. roseocarpa

## Bildgalleri

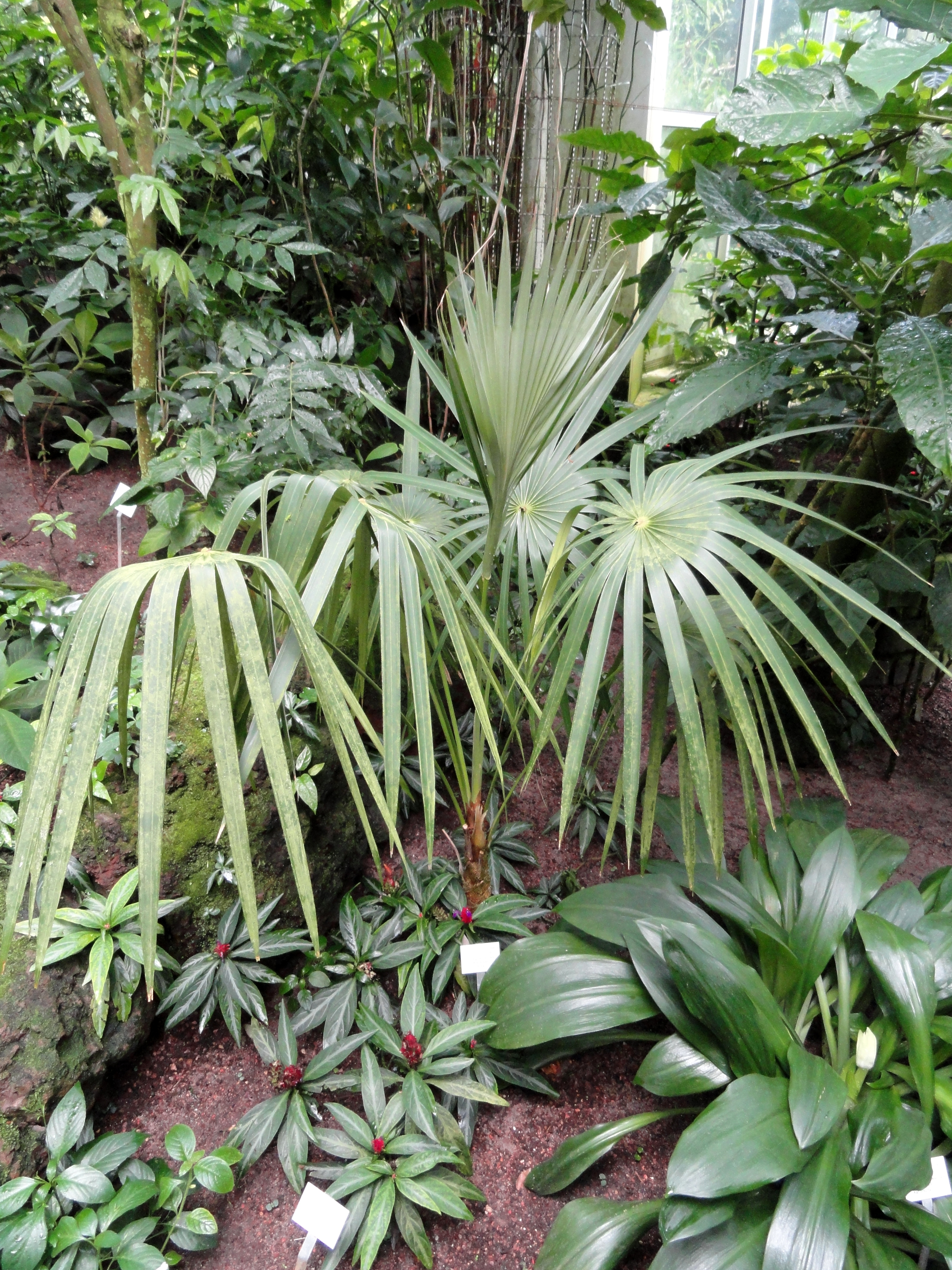